# Black River (Eriesee)
Der Black River (auch Canesadooharie River oder Riviere en Grys) ist ein 24,5 km langer Zufluss des Eriesees an dessen Südufer im nördlichen US-Bundesstaat Ohio.
Der Black River entwässert zusammen mit seinen Quellflüssen 1.206 km² überwiegend landwirtschaftlich genutztes Land, das im Einzugsgebiet des Eriesee liegt. Er entsteht durch den Zusammenfluss von West Branch Black River und East Branch Black River bei Elyria im Lorain County, fließt danach weiter nach Norden und mündet bei Lorain in den Eriesee.
Der rund 48 km lange West Branch Black River entspringt 5 km nördlich der Ortschaft Nova im nördlichen Ashland (41° 3′ 3″ N, 82° 17′ 58″ W) auf einer Höhe von 337 m und entwässert ein Gebiet von rund 450 km².
Der East Branch Black River entsteht etwa 5 km nordwestlich der Ortschaft Lodi im nördlichen Ashland County durch den Zusammenfluss der Quellflüsse East Fork Black River und West Fork East Branch Black River (41° 3′ 1″ N, 82° 2′ 6″ W) auf einer Höhe von 263 m. Er entwässert mit seinen Quellflüssen ein Gebiet von 575 km².